# Reserva municipal del norte de Tiquipaya
Reserva municipal del norte de Tiquipaya, cuyo nombre oficial es Reserva Municipal de Vida Silvestre Norte de Tiquipaya, fue declarada área protegida municipal a través de la ordenanza municipal 49/2005, cuenta con una superficie de 117.688 hectáreas, está ubicada al norte del municipio de Tiquipaya, en el departamento de Cochabamba entre las serranías de los Mosetenes y las estribaciones de la cordillera oriental. Es parte importante del corredor Amboró Madidi

## Flora y Fauna
Alberga una diversidad de  animales como el oso andino, el jaguar, chancho de monte, anta o tapir amazónico y guaso, también se encuentran 428 especies de aves, que representan el 32% del total de las especies en el país.
La diversidad de la flora asciende a 451 especies de plantas.

## Nivel de protección
Protegida por:
- Ordenanza Municipal N° 49/2005, del 12 de diciembre de 2005, aprobación de creación del Área Protegida Municipal Reserva Municipal de Flora y Fauna la Zona Norte de Tiquipaya.
- Refrendada por la ordenanza N° 85/2006

## Atractivos
Cuenta con atractivos turísticos en los 3 pisos ecológicos. Es una zona de producción apícola, también se produce café y urucú